# Aittosaari (ö i Kymmenedalen, Kouvola, lat 61,22, long 26,63)
Aittosaari är en ö i Finland. Den ligger i sjön Vuohijärvi och i kommunen Kouvola i den ekonomiska regionen  Kouvola ekonomiska region  och landskapet Kymmenedalen, i den södra delen av landet, 150 km nordost om huvudstaden Helsingfors. Öns area är 8,2 hektar och dess största längd är 460 meter i nord-sydlig riktning.